# Forthing Yacht
Forthing Yacht (яп. 风行 游艇, Fengxing Youting) — выпускающийся с 2022 года минивэн суббренда Forthing китайского автопроизводителя Dongfeng. Базируется на платформе Super Cube EMA с полунезависимой задней подвеской. Вместимость автомобиля составляет 6—7 мест.

## Описание
Forthing Yacht впервые был представлен на автосалоне в Гуанчжоу в 2021 году. Производство автомобиля началось 15 апреля 2022 года. Forthing Yacht оснащён 1,5-литровым четырёхцилиндровым турбодвигателем производства Shenyang Aerospace Mitsubishi Motors мощностью 197 л. с. и крутящим моментом 285 Н·м. Двигатель сочетается в паре с семиступенчатой трансмиссией с двойным сцеплением. Максимальная скорость ограничена до 180 км/ч, но эту отметку можно снять путём чип-тюнинга.
На центральной консоли расположены 10,25-дюймовые сенсорные экраны, а климат-контроль регулируется пультом дистанционного управления. Мультимедийная система интегрирована с голосовым помощником и функцией обновления информации по радио. В целях безопасности Forthing Yacht оснащён 6-8 подушками безопасности, адаптивным круиз-контролем, системой автономного экстренного торможения автомобиля и возможностью автоматической парковки. Места для сидения обиты кожей Nappa.
В Китае на момент запуска продаж цены варьировались от 18500 до 23500 долларов.
В 2022 году на Tehran Auto Show компания Farda Motors представила автомобиль Forthing Yacht под названием FMC Suba M4. Производство автомобиля началось в марте 2023 года, а продажи начались в мае того же года.

В мае 2023 года продажи автомобилей Forthing Yacht начались в России. Конкурентами являются автомобили Toyota Alphard. На российском рынке автомобили заменили Kia Carnival.
- DFSK Forthing 4 U-Tour (Европа)
- Вид сзади
- FMC Suba M4 (Иран)